# Gignod
Gignod är en ort och kommun i regionen Aostadalen i nordvästra Italien. Kommunen hade 1 727 invånare (2017) och har italienska och franska som officiella språk.